# Tetuão
Tetuão (em francês: Tétouan; em castelhano: Tetuán em árabe: تطوان; romaniz.: Titwan; em tifinague: ⵜⵉⵟⵟⴰⵡⵉⵏ; Tiṭṭawin; corruptela de "olhos" em berbere) é a uma cidade do noroeste de Marrocos, capital da província homónima, que faz parte da região de Tânger-Tetuão. Em 2004 tinha 320 539 habitantes, dos quais cerca de um quinto eram judeus.[carece de fontes?]

## Alcaides históricos
- Cide Almandri I (1485-1494 ?)
- Cide Almandri II (1494-1537)
- Citalforra (1537-1542)
- Cide Almandri III

| Imagem: Almedina de Tetuão | A cidade de Tetuão inclui a sítio "Almedina de Tetuão", Património Mundial da UNESCO. |  |